# 安田愛
安田 愛（やすだ あい 1976年3月1日-）は、東京都国立市出身の元NFLサンフランシスコ・フォーティナイナーズのチアリーダー。

## 人物・来歴
5歳の時からモダンバレエを習い、目白学園高等学校でチアリーディングを始めた。目白大学短期大学部に進学、チアリーダー団体日本一となった。短大卒業後にスポーツクラブに就職、半年後にXリーグチーム、日産プリンス・スカイライナーズを持つ日産プリンスに転職し昼間はOLの仕事を行い夜にはチアリーダーの練習を行うようになった。
その後NFL on Tour で来日した現役NFLチアリーダーに刺激を受けた。来日したチアリーダーがサンフランシスコ・フォーティナイナーズのチアリーダー、ゴールドラッシュのメンバーだったことから、ゴールドラッシュのオーディションに挑戦、2001年から2003年まで3年連続合格し、2002年に大阪ドームで行われたアメリカンボウルにメンバーとして来日した。2001年には同じく合格した杉谷季子と2人でアパートで共同生活をして生活した。
2004年ハワイで行なわれたプロボウルに日本人チアリーダーとして初出場した。
現在、リーボックのフィットネスアドバイサリーも行なっている（リーボック・フリースタイルのイメージムービーに出演）。
ジョン・マッデンが監修している家庭用NFLゲーム、マッデンNFLスーパーボウル2005に実名で出演している。
2010年に行われた『NFL・Festival 2010』のキッズチア&ダンスチャレンジの審査委員長を務めた。

## パートナーシップ
- リーボック（2006年） - リーボックのイメージキャラクターとして契約。

## 著書
- 『もっと輝こう! ～大きな舞台で華になる、夢のかなえ方～』（PHP研究所・2003年6月20日発売）